# SG Bromberg
SG Bromberg was een Duitse sportclub uit het West-Pruisische Bromberg, dat tegenwoordig het Poolse Bydgoszcz is. De club was actief in onder andere voetbal, atletiek, handbal, basketbal, schieten en boksen. 

## Geschiedenis
De club werd in 1940 opgericht. Voor 1919 was Bromberg een Duitse stad, maar werd dan aan Polen afgestaan. In 1939 werd West-Pruisen weer door de Duitsers geannexeerd en kwam er een nieuwe club. De voetbalafdeling promoveerde in 1942 naar de Gauliga Danzig-Westpreußen en werd daar in het eerste seizoen vijfde op negen clubs. Tegen SG OrPo Danzig won de club zelfs met zware 9-0 cijfers. Ook het volgende seizoen eindigde de club op de vijfde plaats. In 1944/45 werd de competitie verder onderverdeeld in verschillende regionale groepen door het nakende eindevan de Tweede Wereldoorlog, maar in de Gauklasse Bromberg vond er zelfs geen competitie plaats. 
Na de oorlog werd de stad terug Pools en werd de club ontbonden. 